# WVHA
Il SS-Wirtschafts- und Verwaltungshauptamt, spesso abbreviato come WVHA (in lingua italiana: Ufficio centrale economico e amministrativo delle SS), era uno degli otto uffici principali che sovraintendevano alle attività delle SS nazionalsocialiste.

## Descrizione
Il WVHA si occupava della gestione delle finanze, degli approvvigionamenti e degli equipaggiamenti delle SS oltre a gestire una serie di industrie ed attività artigianali che facevano direttamente capo alle stesse Schutzstaffel. Per coordinare al meglio lo sfruttamento della manodopera coatta rinchiusa all'interno dei campi di concentramento, il WVHA ebbe in carico anche la supervisione dell'intero sistema concentrazionario tedesco (attraverso l'Amtsgruppe D). Fu diretto, dalla fondazione nel 1942 fino al termine del conflitto, dall'SS-Obergruppenführer Oswald Pohl.
Creato il 1º febbraio 1942 dalla fusione di tre preesistenti uffici, che ricoprivano funzioni simili e si sviluppò fino a comprendere cinque dipartimenti (Amtsgruppen), a loro volta suddivisi in uffici (Ämter) e settori:
- Amtsgruppe A - Finanza, diritto e amministrazione;[6]
- Amtsgruppe B - Rifornimenti, alloggi ed equipaggiamento;[6]
- Amtsgruppe C - Opere e costruzioni;[6]
- Amtsgruppe D - Campi di concentramento (facente parte del WVHA a partire dal 3 marzo 1942[7]);[6]
- Amtsgruppe W - Imprese economiche.[6]

## Amtsgruppe W
In particolare l'Amtsgruppe W, guidato dallo stesso Pohl, fu suddiviso in altri ulteriori otto dipartimenti (Ämter):
- Amt 1 Deutsche Erd- und Steinwerke GmbH - Compagnia tedesca dell'argilla e delle fabbriche di mattoni[10]
  - sezione 1: fabbriche di mattoni erano situate nei campi di concentramento di Sachsenhausen, Neuengamme, Buchenwald e Stutthof.
  - sezione 2: cave di granito presso i campi di Mauthausen, Gross-Rosen, Flossenbürg e Natzweiler, cave di pietra presso i campi di Roatu e Linz, industrie per la lavorazione della pietra a Oranienburg, cave di ghiaia ad Auschwitz.
  - sezione 3: fabbriche di porcellana ad Allach e Dachau.
- Amt 2 Baustoffswerke und Zementfabriken  - Fabbriche di materiali da costruzione e di cemento[10]
  - sezione 1: materiali da costruzione (intonaci, mattoni, tegole).
  - sezione 2: fabbriche di cemento ad Auschwitz.
  - sezione 3: fabbriche orientali, comprendevano le fabbriche russe sotto il controllo delle SS.
- Amt 3 Ernährungs Betriebe - Industria alimentare[10]
  - sezione 1: acque alimentari, le SS disponevano di tre impianti di produzione di acque minerali, tra cui Apollinaris Brunnen AG e Mattoni AG.
  - sezione 2: lavorazione della carne, svolta ad Auschwitz, Dachau e Sachsenhausen.
  - sezione 3: produzione del pane, ad Auschwitz, Dachau, Sachsenhausen, Herzogenbusch, Lublino e Płaszów.
- Amt 4 Deutsche Ausrüstungswerke - Fabbriche tedesche di equipaggiamenti[10]
  - sezione 1:  le SS producevano in proprio le armi per le divisioni Waffen-SS a Auschwitz, Neuengamme, Ravensbrück, Sachsenhausen, Stutthof, Lublino e Płaszów; esisteva inoltre un laboratorio per il collaudo e le riparazioni a Stutthof. A Flössenburg, Mauthausen e Natzweiler veniva eseguito l'assemblaggio di aerei per le compagnie Messerschmitt AG e Junkers GmbH; a Mauthausen venivano riparati i carrelli per le mitragliatrici; a Sachsenhausen erano assemblate le bombe a mano e a Herzogenbusch e Bergen-Belsen veniva effettuato il taglio dei diamanti per uso industriale.
  - sezione 2: carpenteria e fabbricazione di mobili.
  - sezione 3: tessitura, le uniformi delle SS erano fabbricate in diversi campi di concentramento
- Amt 5 Land-, Forst- und Fischereiwirtschaft - Agricoltura, foreste e pesca[10]
  - sezione 1: ricerche sulla nutrizione e gli alimenti, questa divisione eseguiva esperimenti su animali morti e vivi.
  - sezione 2: foreste.
  - sezione 3: pesca.
- Amt 6 Textil- und Lederverwertung - Rilavorazione dei manufatti tessili e del cuoio[10]
  - sezione 1: a Dachau e Ravensbrück si trovavano i laboratori per riadattare uniformi, cinture e stivali vecchi delle unità delle Waffen-SS e della polizia.
- Amt 7 Buch und Bild - Libri e quadri[10]
  - sezione 1: Edizioni Nordland, era la casa editrice delle SS che produceva libri e riviste di storia.
  - sezione 2: Bauer & Co, era la compagnia delle SS che effettuava restauri e che confiscava dipinti preziosi dalle principali gallerie d'arte europee.
- Amt 8 Kulturbauten - Monumenti storici[10]
  - sezione 1: società per la manutenzione dei monumenti tedeschi.
  - sezione 2: fondazioni onorarie, questa sezione si occupava alla Fondazione alla memoria di Re Enrico voluta da Himmler.

La forza economica delle SS era basata essenzialmente sulla forza lavoro dei campi di concentramento guidati da pochi giovani ufficiali delle SS, affiancati da un gran numero di truppe ausiliarie formate da stranieri e da internati di più vecchia data (Kapò), in genere prigionieri politici e criminali abituali. Basti pensare che nel 1943 soltanto 300 veterani del "Totenkopf", tutti sopra i quaranta anni, erano destinati alla sorveglianza dei 17.000 internati a Dachau.
Tale sistema, basato su una fonte virtualmente inesauribile di lavoro a basso costo, contribuì a sviluppare un sistema economico ramificato e indipendente, nel quale si potevano trovare le materie prime, le fabbriche per la lavorazione, gli operai che le trattavano e i consumatori finali.